# Daniel Carriço
Daniel Filipe Martins Carriço (1988. augusztus 4. –) portugál profi labdarúgó, aki jelenleg a kínai Vuhan Zall-nál játszik hátvédként. A Sevilla FC csapatával háromszor nyerte meg az Európa-Ligát.

## Pályafutása
A Sporting CP csapatában kezdte pályafutását, ahol a portugál bajnokságban 2008. október 26-án debütált a Pacos Ferreira elleni meccsen, első gólját pedig az Olhanense ellen szerezte 2009. szeptember 21-én, a nemzetközi porondon pedig először a Levszki Szófia ellen volt eredményes. A lisszaboni csapatban 2012-ig játszott, 154 hivatalos meccsen lépett pályára és ezeken öt gólt szerzett. 2013 januárjában az angol Reading csapatához igazolt, ahol a West Bromwich ellen 3-2-re megnyert meccsen mutatkozott be. Innen júliusban a Sevillához került kölcsönbe, ahol a Mladost Podgorica ellen 3-0-ra megnyert EL-meccsen ő szerezte csapata utolsó gólját. A csapattal 2014-ben megnyerte az Európa-Ligát, a Benfica ellen tizenegyesekkel megnyert döntőben végig a pályán volt. 2014-től végleg a Sevillához szerződött, ahol 2015-ben és 2016-ban is Európa-Liga győzelmet ünnepelhetett, először a Dnipro, másodszor a Liverpool ellen. A Bajnokok Ligájában a 2016/17-os szezonban először a Juventus ellen lépett pályára, csereként. A 2019/20-es szezonban a spanyol bajnokságban 11 meccsen lépett pályára, majd 2020 februárjában a kínai Vuhan csapatához szerződött.    

### A válogatottban
A Portugál labdarúgó-válogatottban 2015. június 16-án, az Olaszország ellen 1-0-ra megnyert mérkőzésen lépett először pályára Bruno Alves cseréjeként. 

## Sikerei

### Klubcsapatban

#### Sevilla FC
- Európa-Liga győztes: 2014, 2015, 2016

## Külső hivatkozások
- https://www.transfermarkt.co.uk/daniel-carrico/leistungsdatendetails/spieler/37712/verein/336
- https://www.thesun.co.uk/sport/football/11003418/sevilla-daniel-carrico-joins-wuhan/